# Vukšić Gornji
Vukšić Gornji – wieś w Bośni i Hercegowinie, w dystrykcie Brczko. W 2013 roku liczyła 579 mieszkańców, z czego większość stanowili Chorwaci.